# Trirachys inexpectatus
Trirachys inexpectatus  (лат.) — вид жуков-усачей из подсемейства настоящих усачей. Распространён в Индии. Кормовым растением личинок является сал.

## Описание
Красно-коричневые жуки, длина тело около 30 мм. Голова, переднеспинка, низ тела, усики и ноги опушенные. Однако нижняя сторона усиков без оттопыренных волосков. Надкрылья короткие.